# Lionel Hunter Escombe
Lionel Hunter Escombe (* 1876 in der Kolonie Natal, Südafrika; † 15. Oktober 1914 in London) war ein britischer Tennisspieler.

## Karriere
Escombe nahm ab 1899 an Tennisturnieren in England teil. Er gewann nie einen großen Titel, aber erreichte einige gute Resultate. 1903 stand er im Finale von Luzern, 1905 beim Turnier in Le Touquet und bei den South African Open unterlag er im Finale Reginald Doherty in drei Sätzen. Bei den Wimbledon Championships erreichte er 1907 mit dem Viertelfinaleinzug sein bestes Abschneiden. Dort verlor er gegen Wilberforce Eaves. 1909 unterlag er bei seiner letzten Teilnahme Herbert Roper Barrett. Im Doppel kam er in keinem seiner Teilnahmen zwischen 1900 und 1909 über die zweite Runde hinaus.
Er nahm 1908 am Hallenwettbewerb der Olympischen Spiele in London teil, schied jedoch im Einzel bereits in der ersten Runde gegen den Schweden Gunnar Setterwall in drei Sätzen aus. Im Doppel drang er an der Seite von Josiah Ritchie bis ins Halbfinale vor. Die beiden unterlagen dort jedoch Arthur Gore und Herbert Roper Barrett. Auch das anschließende Spiel um Platz 3 mussten sie gegen die Schweden Wollmar Boström und Gunnar Setterwall verloren geben, nachdem sie schon mit 2:1 Sätzen geführt hatten.

## Persönliches
Lionel und Cecil Escombe wurden als Zwillinge in Südafrika geboren, lebten aber den Großteil ihres Lebens in England. Lionel Escombe heiratete 1899 seine Frau Kathleen. Sie starb ein Jahr später mit 21 Jahren und drei Tage nachdem sie ihren gemeinsamen Sohn gebar. Der Sohn Lionel Aubrey Escombe spielte Cricket an der Charterhouse School. Seine zweite Frau Daisy heiratete Lionel 1913 nur 18 Monate vor seinem Tod im Oktober 1914. Die Todesursache war eine Folge von einem Aneurysma.